# Shine a Light (álbum)
Shine a Light es el décimo álbum en vivo de la banda británica The Rolling Stones. Es la banda sonora de la película del mismo nombre dirigida por Martin Scorsese. El álbum fue publicado en abril de 2008 en dos versiones: En un disco doble y en un solo disco.

## Historia
Shine a Light es el noveno álbum en vivo publicado por los Rolling Stones. En esta colección, tal como los dos shows hechos en 2006, no tiene canciones del álbum de 2005 A Bigger Bang. Los 2 discos contienen casi todas las canciones tocadas en las presentaciones, excepto "Undercover of the Night" (incluido como un Bonus Track en la edición japonesa y como una descarga en iTunes) y "Honky Tonk Women".
Como en la mayoría de los conciertos de los Stones, Shine a Light tiene artistas invitados: Jack White, de The White Stripes, interpretando "Loving Cup"; Christina Aguilera aparece en "Live with Me"; y el bluesman Buddy Guy interpreta la canción de Muddy Waters "Champagne and Reefer".
El álbum fue muy bien recibido, sobre todo en el Reino Unido, donde debutó en el número 2, vendiendo 23.013 copias en su primera semana -el mejor debut de un álbum en vivo de los Stones desde Get Yer Ya-Ya's Out! en 1970. En los Estados Unidos debutó en el número 11 de la lista Billboard con 37.117 copias vendidas -el puesto más alto con un álbum en vivo desde Stripped en 1995.

## Lista de canciones
Todas las canciones escritas por Mick Jagger y Keith Richards, excepto donde se indique.

### Canciones del álbum doble
Disco uno
1. "Jumpin' Jack Flash" – 4:23
2. "Shattered" – 4:06
3. "She Was Hot" – 4:44
4. "All Down the Line" – 4:35
5. "Loving Cup" – 4:02
6. "As Tears Go By" (Jagger/Richards/Andrew Loog Oldham) – 3:32
7. "Some Girls" – 4:19
8. "Just My Imagination" (Norman Whitfield/Barrett Strong) – 6:39
9. "Far Away Eyes" – 4:37
10. "Champagne & Reefer" (Muddy Waters) – 5:58
11. "Tumbling Dice" – 4:24
12. Band introductions – 1:39
13. "You Got the Silver" – 3:22
14. "Connection" – 3:31

Disco dos
1. Martin Scorsese intro – 0:12
2. "Sympathy for the Devil" – 5:56
3. "Live with Me" – 3:54
4. "Start Me Up" – 4:05
5. "Brown Sugar" – 5:25
6. "(I Can't Get No) Satisfaction" – 5:37
7. "Paint It Black" – 4:28
8. "Little T&A" – 4:09
9. "I'm Free" – 3:31
10. "Shine a Light" – 4:05

Bonus track de la edición Japonesa y de iTunes Store
- "Undercover of the Night" - 4:24

### Canciones del álbum simple
1. "Jumpin' Jack Flash" – 4:23
2. "She Was Hot" – 4:44
3. "All Down the Line" – 4:35
4. "Loving Cup" – 4:02
5. "As Tears Go By" – 3:32
6. "Some Girls" – 4:19
7. "Just My Imagination" (Whitfield/Strong) – 6:39
8. "Far Away Eyes" – 4:37
9. "Champagne & Reefer" (Waters) – 5:58
10. Band introductions – 1:39
11. "You Got the Silver" – 3:21
12. "Connection" – 3:31
13. "Sympathy for the Devil" – 5:56
14. "Live With Me" – 3:54
15. "Start Me Up" – 4:05
16. "Brown Sugar" – 5:25